# Arraute-Charritte
Pour les articles homonymes, voir Arraute et Charritte.
Arraute-Charritte (Arrueta-Sarrikota en basque) est une commune française, située dans le département des Pyrénées-Atlantiques en région Nouvelle-Aquitaine.

## Géographie

### Localisation

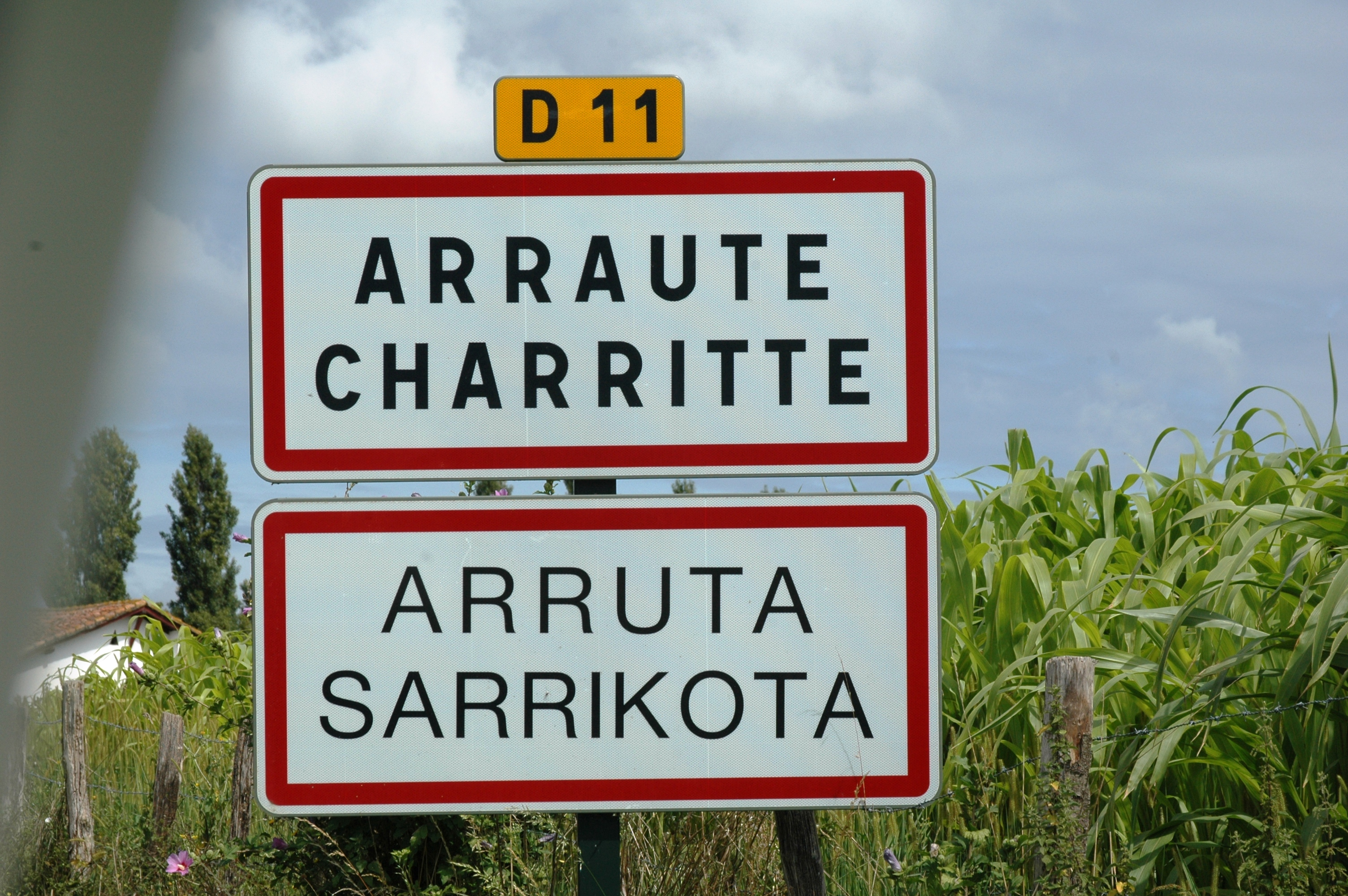
L'entrée d'Arraute-Charritte sur la D 11.

La commune d'Arraute-Charritte se trouve dans le département des Pyrénées-Atlantiques, en région Nouvelle-Aquitaine.
Elle se situe à 92 km par la route de Pau, préfecture du département, à 45 km de Bayonne, sous-préfecture, et à 13 km de Saint-Palais, bureau centralisateur du canton du Pays de Bidache, Amikuze et Ostibarre dont dépend la commune depuis 2015 pour les élections départementales.
La commune fait en outre partie du bassin de vie de Saint-Palais.
Les communes les plus proches sont : 
Masparraute (1,5 km), Orègue (2,4 km), Amorots-Succos (3,8 km), Labets-Biscay (4,3 km), Béguios (4,7 km), Bergouey-Viellenave (4,8 km), Ilharre (5,3 km), Luxe-Sumberraute (6,4 km).
Sur le plan historique et culturel, Arraute-Charritte fait partie de la province de la Basse-Navarre, un des sept territoires composant le Pays basque,. La Basse-Navarre en est la province la plus variée en ce qui concerne son patrimoine, mais aussi la plus complexe du fait de son morcellement géographique. Depuis 1999, l'Académie de la langue basque ou Euskalzaindia divise la Basse-Navarre en six zones,. La commune est dans le Pays de Mixe (Amikuze), au nord-est de ce territoire.

### Communes limitrophes
Les communes limitrophes sont  Amorots-Succos, Arancou, Bergouey-Viellenave, Bidache, Came, Masparraute et Orègue.
|        | Bidache           | Came, Arancou       |
| Orègue | Arraute-Charritte | Bergouey-Viellenave |
|        | Amorots-Succos    | Masparraute         |

### Hydrographie
La commune est drainée par la Bidouze, l'Apatharena, arriou grand, bordaberriko erreka, lamulariko erreka, mendihegiko erreka, le ruisseau de sarrot, sanseroiko erreka, et par divers petits cours d'eau, constituant un réseau hydrographique de 28 km de longueur totale,.
La Bidouze, d'une longueur totale de 82,2 km, prend sa source dans la commune d'Aussurucq et s'écoule du sud vers le nord. Elle traverse la commune et se jette dans l'Adour à Guiche, après avoir traversé 26 communes.
La Pataréna, d'une longueur totale de 16,9 km, prend sa source dans la commune de Béguios et s'écoule du sud-est vers le nord-ouest. Il traverse la commune et se jette dans Le Lihoury à Bidache, après avoir traversé 6 communes.

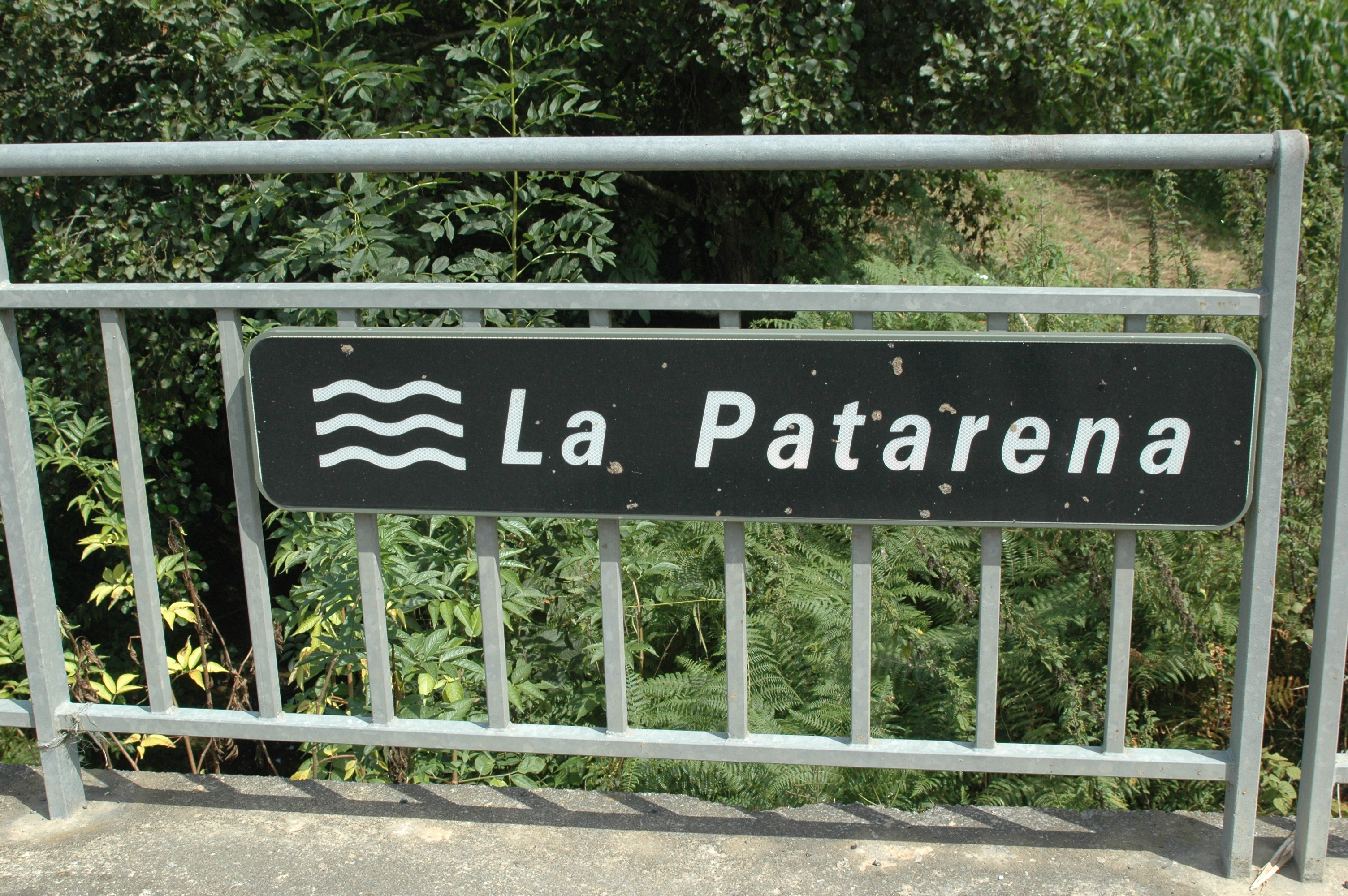
La Pataréna.
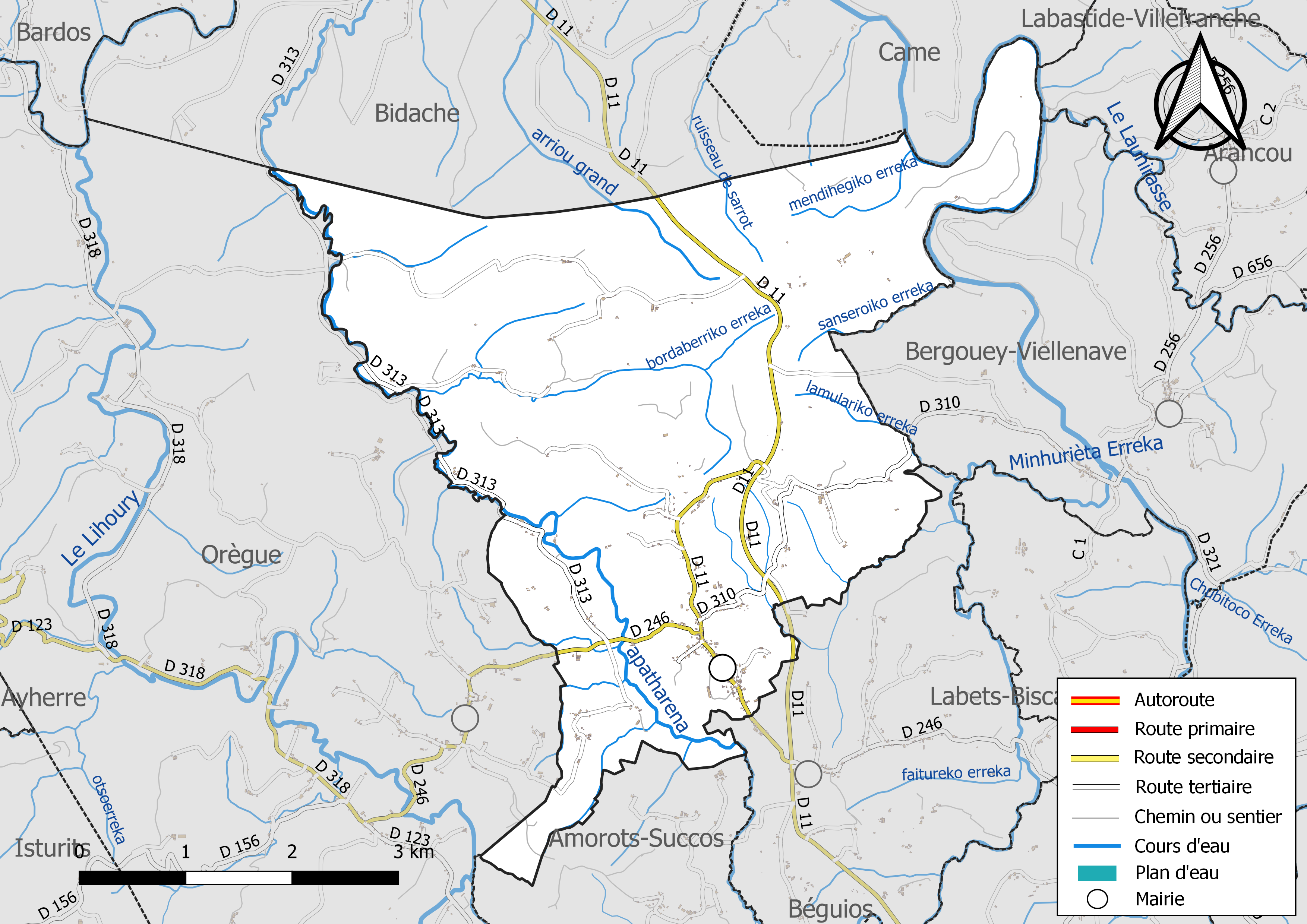
Réseaux hydrographique et routier d'Arraute-Charritte.

### Climat
Pour des articles plus généraux, voir Climat de la Nouvelle-Aquitaine et Climat des Pyrénées-Atlantiques.
Historiquement, la commune est exposée à un micro climat océanique basque.
En 2020, Météo-France publie une typologie des climats de la France métropolitaine dans laquelle la commune est exposée à un climat de montagne et est dans la région climatique Pyrénées atlantiques, caractérisée par une pluviométrie élevée (>1 200 mm/an) en toutes saisons, des hivers très doux (7,5 °C en plaine) et des vents faibles.
Pour la période 1971-2000, la température annuelle moyenne est de 13,8 °C, avec une amplitude thermique annuelle de 13,5 °C. Le cumul annuel moyen de précipitations est de 1 387 mm, avec 12,7 jours de précipitations en janvier et 8,5 jours en juillet. Pour la période 1991-2020, la température moyenne annuelle observée sur la station météorologique la plus proche, située sur la commune d'Aïcirits-Camou-Suhast à 10 km à vol d'oiseau, est de 14,3 °C et le cumul annuel moyen de précipitations est de 1 219,1 mm,. Pour l'avenir, les paramètres climatiques de la commune estimés pour 2050 selon différents scénarios d’émission de gaz à effet de serre sont consultables sur un site dédié publié par Météo-France en novembre 2022.

### Milieux naturels et biodiversité

#### Réseau Natura 2000
Le réseau Natura 2000 est un réseau écologique européen de sites naturels d'intérêt écologique élaboré à partir des Directives « Habitats » et « Oiseaux », constitué de zones spéciales de conservation (ZSC) et de zones de protection spéciale (ZPS).
Un site Natura 2000 a été défini sur la commune au titre de la « directive Habitats » : « la Bidouze (cours d'eau) », d'une superficie de 2 570 ha, un vaste réseau hydrographique drainant les coteaux du Pays basque,.

#### Zones naturelles d'intérêt écologique, faunistique et floristique
L’inventaire des zones naturelles d'intérêt écologique, faunistique et floristique (ZNIEFF) a pour objectif de réaliser une couverture des zones les plus intéressantes sur le plan écologique, essentiellement dans la perspective d’améliorer la connaissance du patrimoine naturel national et de fournir aux différents décideurs un outil d’aide à la prise en compte de l’environnement dans l’aménagement du territoire.
Trois ZNIEFF de type 2 sont recensées sur la commune, : 
- le « bois de Mixe » (896,92 ha), couvrant 3 communes du département[25] ;
- les « landes, bois et prairies du Pays de Mixe » (1 739,31 ha), couvrant 9 communes du département[26] ;
- le « réseau hydrographique de la Bidouze et annexes hydrauliques » (2 867,4 ha), couvrant 30 communes dont 1 dans les Landes et 29 dans les Pyrénées-Atlantiques[27].

## Urbanisme

### Typologie
Au 1er janvier 2024, Arraute-Charritte est catégorisée commune rurale à habitat dispersé, selon la nouvelle grille communale de densité à sept niveaux définie par l'Insee en 2022.
Elle est située hors unité urbaine et hors attraction des villes,.

### Occupation des sols

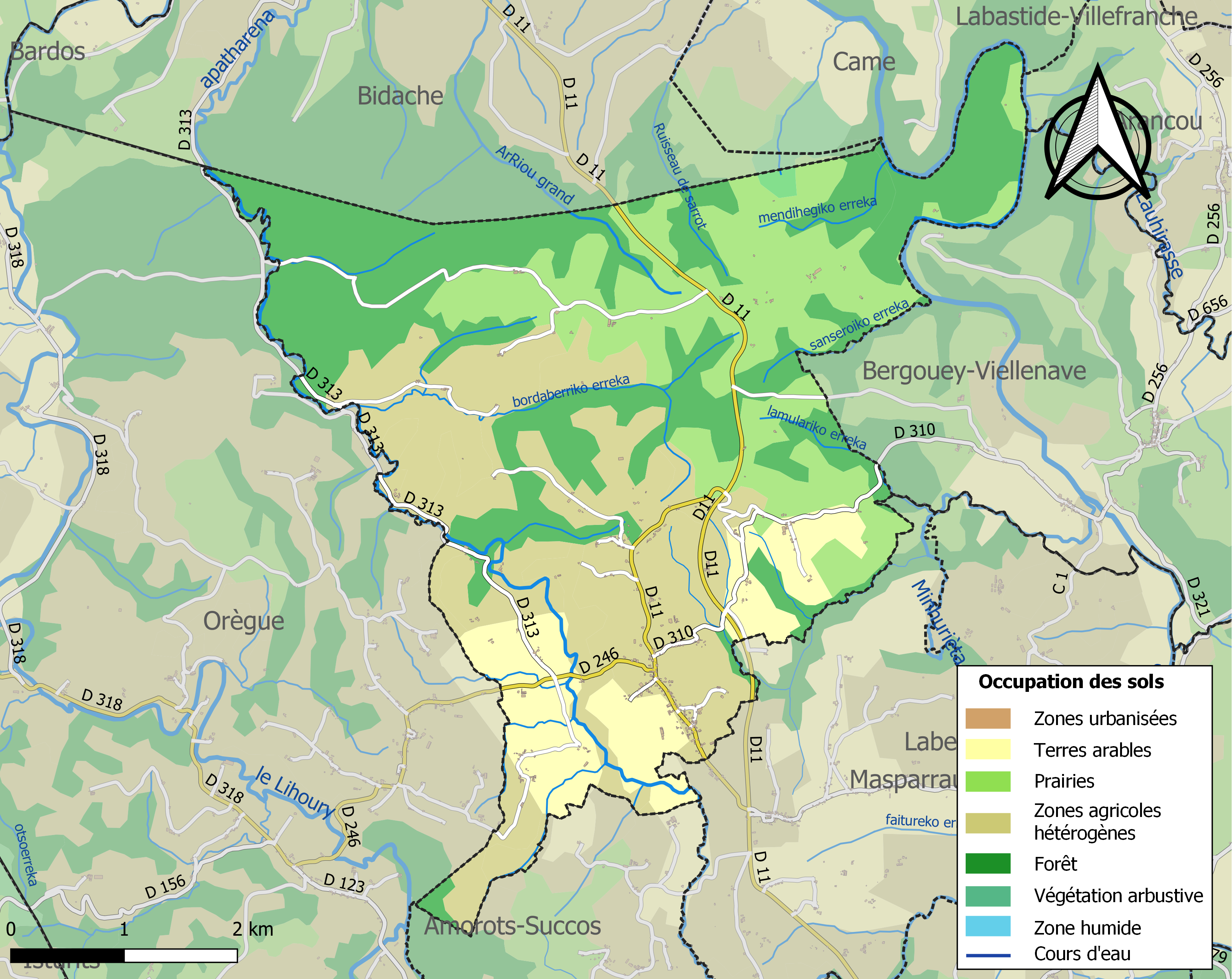
Carte des infrastructures et de l'occupation des sols de la commune en 2018 (CLC).

L'occupation des sols de la commune, telle qu'elle ressort de la base de données européenne d’occupation biophysique des sols Corine Land Cover (CLC), est marquée par l'importance des territoires agricoles (65,7 % en 2018), une proportion sensiblement équivalente à celle de 1990 (66,2 %). La répartition détaillée en 2018 est la suivante : 
forêts (34 %), zones agricoles hétérogènes (31,5 %), prairies (22,6 %), terres arables (11,6 %), milieux à végétation arbustive et/ou herbacée (0,3 %). L'évolution de l’occupation des sols de la commune et de ses infrastructures peut être observée sur les différentes représentations cartographiques du territoire : la carte de Cassini (XVIIIe siècle), la carte d'état-major (1820-1866) et les cartes ou photos aériennes de l'IGN pour la période actuelle (1950 à aujourd'hui).

### Lieux-dits et hameaux
- Ameztoya[10]
- Ansobieta[10]
- Aphatepe[10]
- Aphatiague[10]
- Arraute[10]
- Ascoundreguy[10]
- Atchuquia[10]
- Ayenia[10]
- Baratchartia[10]
- Barneto[10]
- Beigtanborda[10]
- Bellevue[10]
- Bellereta[10]
- Bentaberry[10]
- Bertranteguia[10]
- Biscaborda[10]
- Biscagoitia[10]
- Biscaya[10]
- Bissargorry[10]
- Bordaberry[10]
- Bordakoborda[10]
- Bousquets[10]
- Camoussarria[10]
- Charritte[10]
- Charrittounia[10]
- Chilocoa[10]
- Costenenia[10]
- Elhordoy[10]
- Elizondokoborda[10]
- Ermit[10],[32]
- Ermitaborda[10]
- Etchari[10]
- Etchebestia[10]
- Etchemendikoborda[10]
- Etchemendy[10]
- Ithurrongarat[10]
- Fitounia[10]
- Galharreta[10]
- Garatia[10]
- Garaya[10]
- Goihenech[10]
- Grachigno[10]
- Harria[10]
- Héguia[10]
- Iratchet[10]
- Iriatia[10]
- Iribarnia[10]
- Jauregia[10]
- Labenta[10]
- Larralde-Borda[10]
- Borde Larralde[10]
- Larraldia (deux lieux-dits)[10]
- Laxague (ruines)[10]
- Mandio[10]
- Mendiburia[10]
- Manéchans (ruines)[10]
- Millafranque[10]
- Miquelet[10]
- Olheguy[10]
- Oquelargainia[10]
- Othaburia[10]
- Oxobia[10]
- Oyhanburia[10]
- Oyhenart[10]
- Oyhenartia[10]
- Patatouch[10]
- Phagoa[10]
- Borde dou Rey[10]
- Saharcet[10]
- Santacoits[10]
- Sarrailh[10]
- Sorhigarat[10]
- Sorhigaratborda[10]
- Souquirats[10]
- Trouilh[10]
- Urrutia[10]

### Voies de communication et transports
Arraute-Charritte est desservie par les routes départementales D 11, D 246, D 310 et D 313.
La ligne 870 du réseau interurbain des Pyrénées-Atlantiques, qui relie Tardets-Sorholus à Bayonne possède un arrêt sur la commune.

### Risques majeurs
Le territoire de la commune d'Arraute-Charritte est vulnérable à différents aléas naturels : météorologiques (tempête, orage, neige, grand froid, canicule ou sécheresse), inondations, feux de forêts et séisme (sismicité modérée). Un site publié par le BRGM permet d'évaluer simplement et rapidement les risques d'un bien localisé soit par son adresse soit par le numéro de sa parcelle.
Certaines parties du territoire communal sont susceptibles d’être affectées par le risque d’inondation par une crue torrentielle ou à montée rapide de cours d'eau, notamment la Bidouze et l'Apatharena. La commune a été reconnue en état de catastrophe naturelle au titre des dommages causés par les inondations et coulées de boue survenues en 1982, 1983, 1990 et 2009,.
Arraute-Charritte est exposée au risque de feu de forêt. En 2020, le premier plan de protection des forêts contre les incendies (PDPFCI) a été adopté pour la période 2020-2030. La réglementation des usages du feu à l’air libre et les obligations légales de débroussaillement dans le département des Pyrénées-Atlantiques font l'objet d'une consultation de public ouverte du 16 septembre au 7 octobre 2022,.

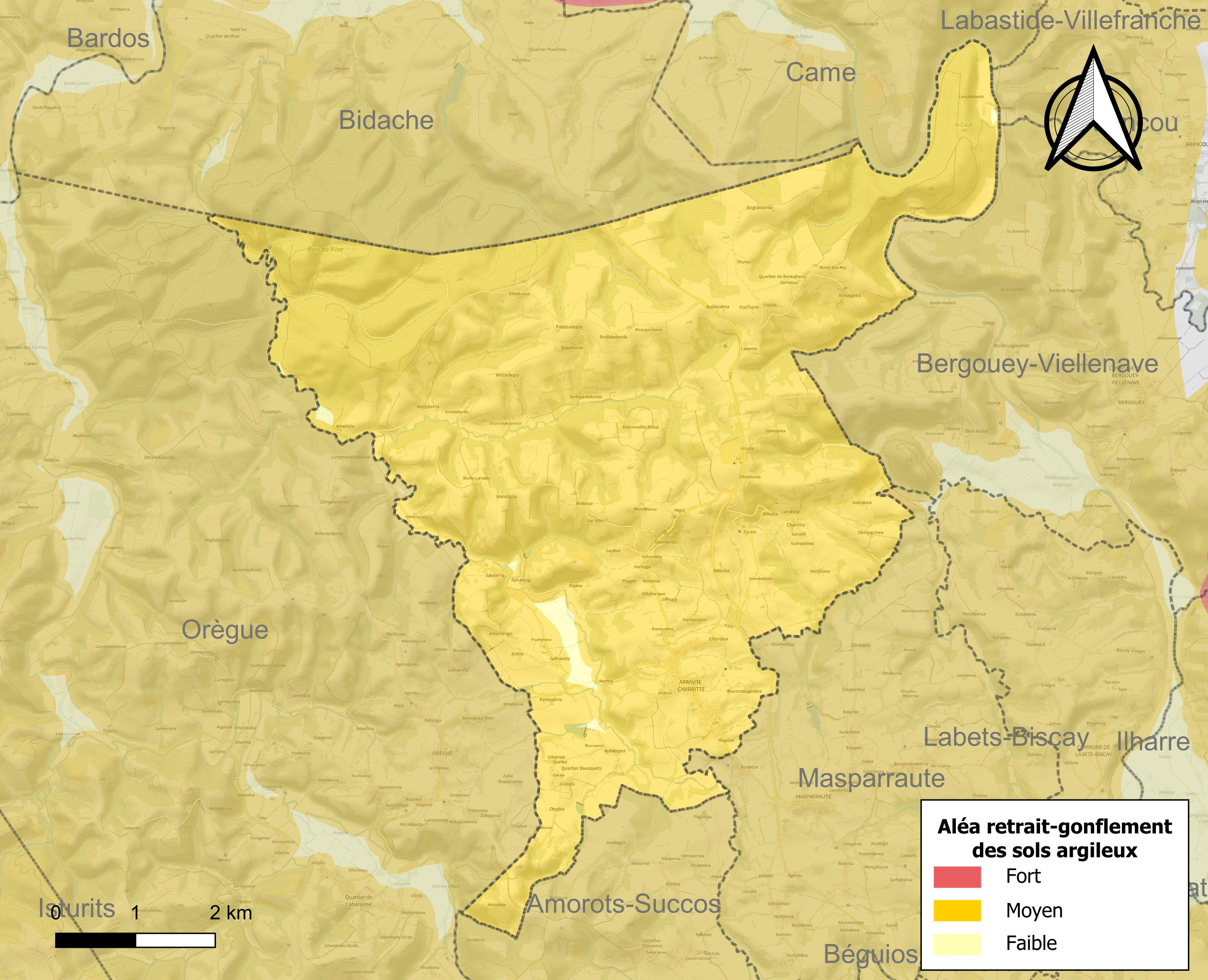
Carte des zones d'aléa retrait-gonflement des sols argileux d'Arraute-Charritte.

Le retrait-gonflement des sols argileux est susceptible d'engendrer des dommages importants aux bâtiments en cas d’alternance de périodes de sécheresse et de pluie. 99,2 % de la superficie communale est en aléa moyen ou fort (59 % au niveau départemental et 48,5 % au niveau national). Depuis le 1er octobre 2020, en application de la loi ELAN, différentes contraintes s'imposent aux vendeurs, maîtres d'ouvrages ou constructeurs de biens situés dans une zone classée en aléa moyen ou fort,.

## Toponymie

### Attestations anciennes
Le toponyme Arraute, mentionné dès le XIIe siècle (cartulaire de Sorde), apparaît sous les formes
arraute (1125),
sanctus petrus de arraute (1160),
Araute (1350),
arraute (1413),
Arrauta (1513, titres de Pampelune) et
Arrueta (1621, Martin Biscay).
Le toponyme Charrite apparaît sous les formes
Sanctus Joannes de Sarricte (1160),
Sarrite (1316),
Ssarriette (1381),
Sarricoete (1413),
Sarricoata (1513, titres de Pampelune) et
Charrite (1793 et 1801, Bulletin des Lois pour cette dernière date).
Jean-Baptiste Orpustan indique que Charrite provient de Sarri-ko-(e)ta, « lieu de petits fourrés ». En revanche, aucune certitude n’est donnée pour l’origine du toponyme Arraute.

### Autres toponymes
Éliçaïcine et Élicetche sont deux fiefs du royaume de Navarre, présents sur Arraute, cités par le dictionnaire de 1863.
Le chemin de l'Ermite s'étend, d'après Paul Raymond sur les communes d'Arraute-Charritte et de Viodos-Abense-de-Bas.
Ithorrondo, ferme de la commune, est citée en 1621 (Martin Biscay).
Paul Raymond indique, en 1863, un bois de la commune, du nom de le Coud.
L'hydronyme Lafaure apparaît sous les formes
la Phaura en 1538 (réformation de Béarn) et
la Phaure et 1863.

### Graphie basque
Son nom basque actuel est Arrueta-Sarrikota.

## Histoire
La commune a été créée le 27 juin 1842 par la réunion des communes d' Arraute et de Charritte-Mixe.

## Politique et administration

### Liste des maires
| Période                                  | Période  | Identité            | Étiquette | Qualité           |
| ---------------------------------------- | -------- | ------------------- | --------- | ----------------- |
| 1995                                     | 2001     | Robert Gratien      |           | Chef d'entreprise |
| 2001                                     | En cours | Christian Guillemin | DVD       | Chauffeur         |
| Les données manquantes sont à compléter. |          |                     |           |                   |

### Intercommunalité
La commune appartient également à six syndicats intercommunaux :
- la communauté d'agglomération du Pays Basque ;
- le syndicat AEP du pays de Mixe ;
- le syndicat d'énergie des Pyrénées-Atlantiques ;
- le syndicat intercommunal pour le fonctionnement des écoles d'Amikuze ;
- le syndicat intercommunal pour le soutien à la culture basque ;
- le syndicat de regroupement pédagogique d'Amorots-Succos, Arraute-Charritte, Beguios, Masparraute et Orègue.

Arraute-Charritte est le siège du syndicat de regroupement pédagogique d'Amorots-Succos, Arraute-Charritte, Beguios, Masparraute et Orègue.

## Population et société

### Démographie
Le nom des habitants est Arruetar,.

#### Évolution démographique
En 1350, 3 feux sont signalés à Charritte.
Le recensement à caractère fiscal de 1412-1413, réalisé sur ordre de Charles III de Navarre, comparé à celui de 1551 des hommes et des armes qui sont dans le présent royaume de Navarre d'en deçà les ports, révèle une démographie en forte croissance. Le premier indique à Arraute la présence de 7 feux, le second de 22 feux (16 + 6 feux secondaires).
Le recensement de la population de Basse-Navarre de 1695 dénombre 80 feux à Arraute.
L'évolution du nombre d'habitants est connue à travers les recensements de la population effectués dans la commune depuis 1793. Pour les communes de moins de 10 000 habitants, une enquête de recensement portant sur toute la population est réalisée tous les cinq ans, les populations de référence des années intermédiaires étant quant à elles estimées par interpolation ou extrapolation. Pour la commune, le premier recensement exhaustif entrant dans le cadre du nouveau dispositif a été réalisé en 2005.

En 2022, la commune comptait 435 habitants, en évolution de +12,99 % par rapport à 2016 (Pyrénées-Atlantiques : +3,78 %, France hors Mayotte : +2,11 %).
| 1793 | 1800 | 1806 | 1821 | 1831 | 1836 | 1841 | 1846 | 1851 |
| ---- | ---- | ---- | ---- | ---- | ---- | ---- | ---- | ---- |
| 417  | 284  | 389  | 561  | 549  | 561  | 737  | 735  | 713  |

| 1856 | 1861 | 1866 | 1872 | 1876 | 1881 | 1886 | 1891 | 1896 |
| ---- | ---- | ---- | ---- | ---- | ---- | ---- | ---- | ---- |
| 686  | 721  | 720  | 712  | 713  | 731  | 657  | 634  | 612  |

| 1901 | 1906 | 1911 | 1921 | 1926 | 1931 | 1936 | 1946 | 1954 |
| ---- | ---- | ---- | ---- | ---- | ---- | ---- | ---- | ---- |
| 662  | 664  | 644  | 555  | 535  | 573  | 558  | 506  | 461  |

| 1962 | 1968 | 1975 | 1982 | 1990 | 1999 | 2005 | 2006 | 2010 |
| ---- | ---- | ---- | ---- | ---- | ---- | ---- | ---- | ---- |
| 471  | 444  | 418  | 376  | 365  | 322  | 322  | 327  | 385  |

| 2015 | 2020 | 2022 | - | - | - | - | - | - |
| ---- | ---- | ---- | - | - | - | - | - | - |
| 373  | 417  | 435  | - | - | - | - | - | - |

De 1793 à 1836, la population indiquée ne reflète que celle d'Arraute, encore séparé de Charritte, dont la population durant cette même période est décrite ci-dessous.
| 1793 | 1800 | 1806 | 1821 | 1831 | 1836 |
| ---- | ---- | ---- | ---- | ---- | ---- |
| 119  | 126  | 131  | 134  | 213  | 208  |

#### Pyramide des âges
En 2018, le taux de personnes d'un âge inférieur à 30 ans s'élève à 29,5 %, soit en dessous de la moyenne départementale (30,9 %). De même, le taux de personnes d'âge supérieur à 60 ans est de 27,1 % la même année, alors qu'il est de 30,5 % au niveau départemental.
En 2018, la commune comptait 207 hommes pour 189 femmes, soit un taux de 52,27 % d'hommes, largement supérieur au taux départemental (47,92 %).
Les pyramides des âges de la commune et du département s'établissent comme suit.
| Hommes | Classe d’âge | Femmes |
| ------ | ------------ | ------ |
| 0,0    | 90 ou +      | 1,5    |
| 9,6    | 75-89 ans    | 10,6   |
| 17,4   | 60-74 ans    | 15,1   |
| 25,7   | 45-59 ans    | 24,6   |
| 15,6   | 30-44 ans    | 21,1   |
| 13,3   | 15-29 ans    | 9,0    |
| 18,3   | 0-14 ans     | 18,1   |

| Hommes | Classe d’âge | Femmes |
| ------ | ------------ | ------ |
| 1      | 90 ou +      | 2,6    |
| 8,7    | 75-89 ans    | 11,8   |
| 18,9   | 60-74 ans    | 19,8   |
| 21     | 45-59 ans    | 20,3   |
| 17,9   | 30-44 ans    | 17,3   |
| 16,2   | 15-29 ans    | 14     |
| 16,3   | 0-14 ans     | 14,2   |

### Enseignement
La commune dispose d'une école élémentaire publique (RPI Amoba). Cette école propose un enseignement bilingue français-basque à parité horaire.
Amorots-Succos, Masparraute, Orègue, Béguios et Arraute-Charritte se sont associées pour créer un regroupement pédagogique intercommunal (R.P.I. AMOBA).

## Économie
La commune fait partie de la zone d'appellation de l'ossau-iraty.

### Budget et fiscalité
- taxe d'habitation : 9,04 % (en 2003)[67]
- taxe foncière : 6,39 % (propriétés bâties)
- taxe professionnelle : 7,97 %

L'économie locale est surtout axée sur l'agriculture.
- agriculture : céréales (blé, orge, maïs) ;
- viticulture ;
- élevage : bovins, ovins, porcins, oies et canards. (foie gras) ;
- sylviculture (chênes) ;
- héliciculture (élevage d'escargots).

## Culture locale et patrimoine

### Lieux et monuments

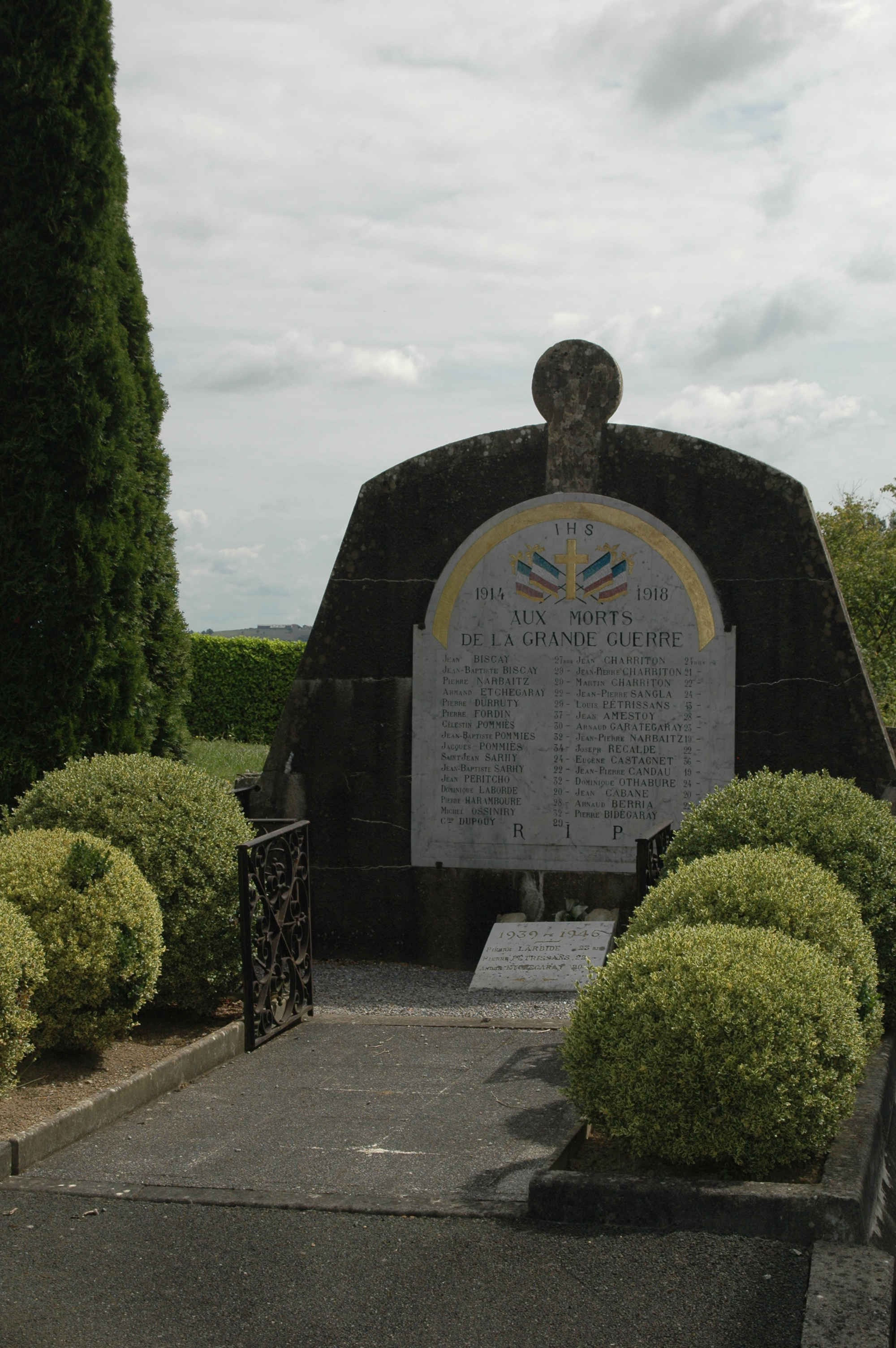
Le monument aux morts.
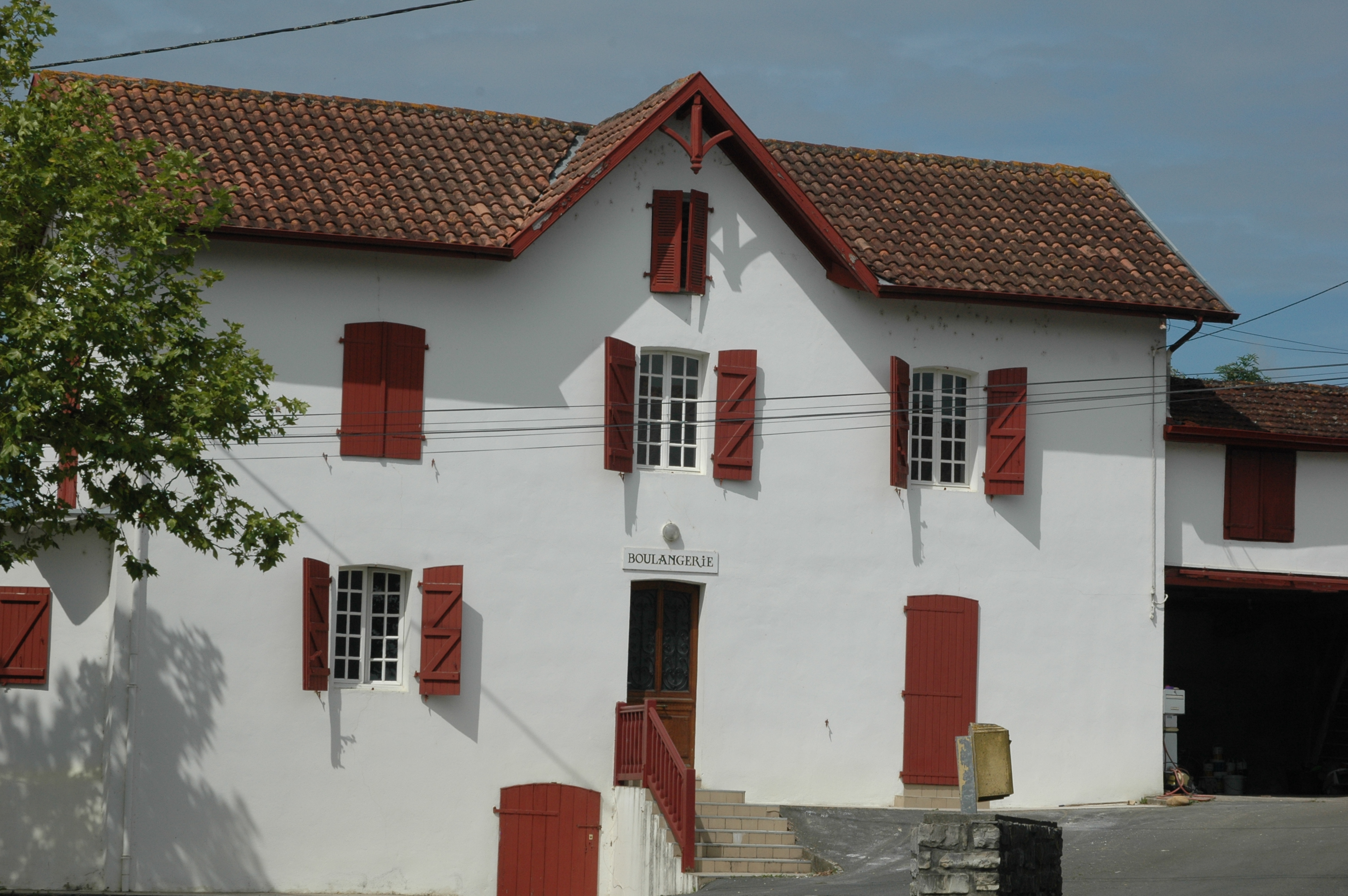
La boulangerie.
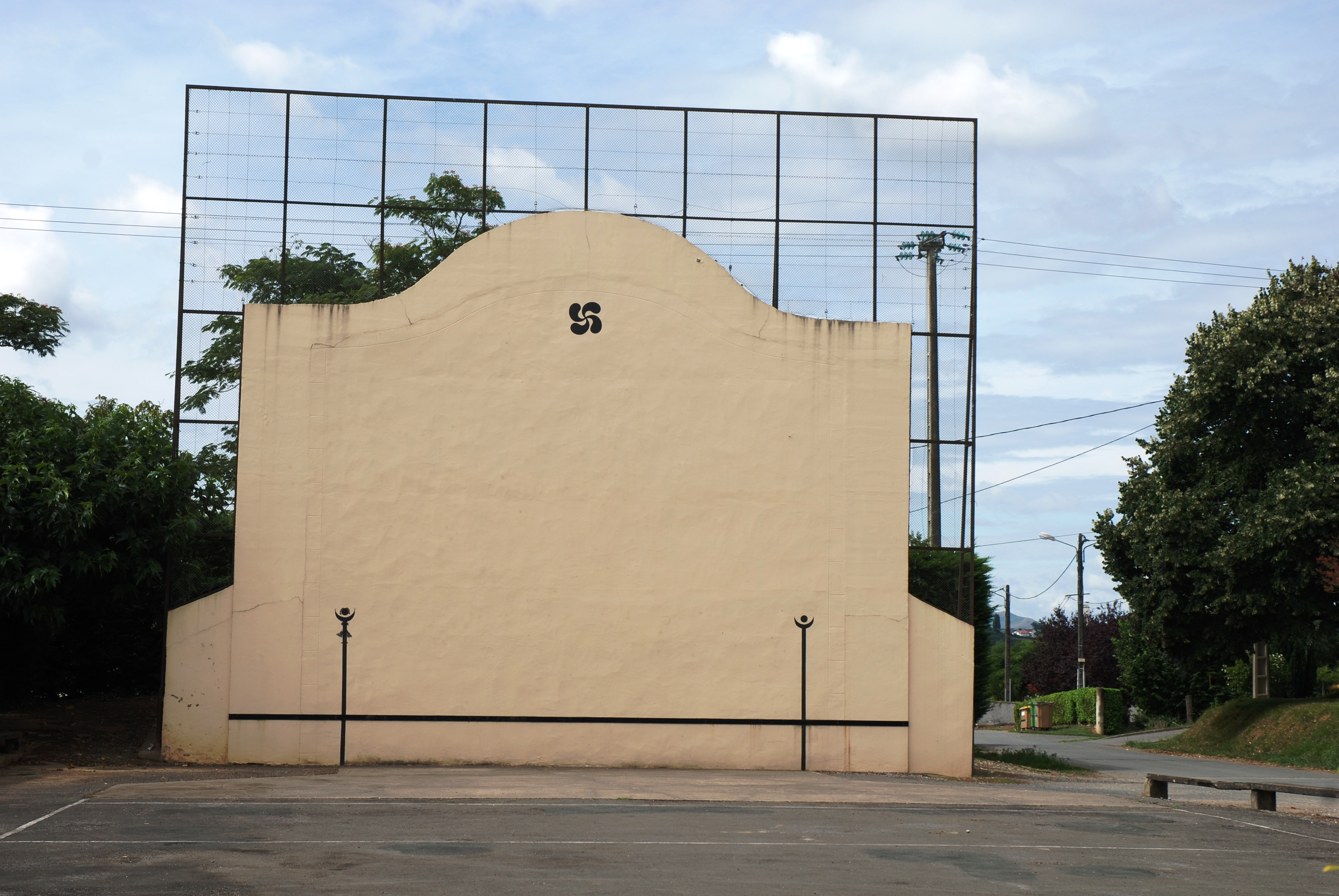
Le fronton.

#### Patrimoine civil
Le village, typiquement basque, possède quelques maisons à colombage.

#### Patrimoine religieux
L'église Saint-Pierre d'Arraute et celle de Charritte sont du XIXe siècle. Cette dernière recèle un retable du XVIIIe siècle. L'église d'Arraute est inscrite à l'Inventaire général du patrimoine culturel depuis 2006.
La chapelle funéraire de Samacoitz fait également partie de ce patrimoine religieux.

### Héraldique
| Blason | Blasonnement : De sinople au lion d'argent. |

## Pour approfondir